# Frame (filmtechniek)

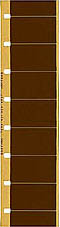
Een stukje van een 16mm-film bestaand uit vele frames

Een (film)frame of filmbeeldje is een van de vele enkelvoudige fotografische afbeeldingen op een film.
Bij gewone filmopnamen worden de frames snel achter elkaar een voor een belicht, bij tekenfilms en stop-motionanimaties worden de frames een voor een handmatig belicht. Bij het afspelen van een film wordt elk frame korte tijd getoond (tegenwoordig meestal 1/24, 1/25 of 1/30 seconde), waardoor de illusie van beweging ontstaat.
De term kan in het algemeen ook gebruikt worden als een naamwoord of werkwoord ter verwijzing naar de randen van het beeld zoals te zien door de zoeker van een camera, of geprojecteerd op een scherm.
De grootte van een filmframe varieert, afhankelijk van het filmformaat. In het kleinste 8mm-formaat voor amateuropnamen zijn de afmetingen 4,8 bij 3,5 mm, terwijl een IMAX-frame tot afmetingen van 69,6 bij 48,5 mm kan gaan. Hoe groter de afmetingen van een frame in relatie tot de grootte van het projectiescherm, hoe scherper het beeld zal zijn.